# Academia Brasileira de Rimas
A Academia Brasileira de Rimas (ABR) foi um grupo brasileiro de rap que esteve em atividade entre 1999 e meados da década de 2000. Formada pelos MCs Paulo Napoli, Kamau, Max B.O, Donão e Akin, a ABR se destacou pelo rap improvisado, o popular freestyle rap.
Formado no dia seguinte a morte do dramaturgo Dias Gomes, integrante da Academia Brasileira de Letras, o grupo resolveu homenageá-lo criando a ABR, que foi extinta sem lançar nenhum disco, mas com vários sons gravados, sendo considerado um dos que mais expandiram o novo rap. Ela foi encerrada para os quatro integrantes se dedicarem aos trabalhos solo.